# ユーロビジョン・ソング・コンテスト2019
ユーロビジョン・ソング・コンテスト2019こと第64回ユーロビジョン・ソング・コンテスト（英語:Eurovision Song Contest 2019、フランス語:Concours Eurovision de la chanson 2019）は、2019年5月にイスラエルのテルアビブ開催された。ポルトガルのリスボンで開催された前年の大会でイスラエル代表のネッタが優勝したことにより、イスラエルが大会の主催を獲得した。イスラエルで大会が開催されたのは1979年および1999年大会に続いて3回目のことであるが、エルサレム以外で開催されたのは初めてのことであった。エキスポ・テルアビブ（Expo Tel Aviv）を会場とし、準決勝は5月14日と16日に、決勝は5月18日に行われた。今大会には、前回大会に出場したブルガリアとウクライナを除く41か国が参加した。ブルガリアは代表団のメンバーが他のプロジェクトに関わることになったため、またウクライナは出場予定であったものの国内予選にまつわる論争が原因で出場を辞退した。
この大会の優勝者は"Arcade"を歌ったオランダ代表のダンカン・ローレンスで、オランダが優勝したのは1957年、1959年、1969年、1975年に続いて5回目のことである。また、2016年と同じく、優勝国は審査員票では3位（1位は北マケドニア）、視聴者票では2位（1位はノルウェー）と、いずれにおいてもトップにはならなかったものの、合計点により優勝となった。上位5位までにはイタリア、ロシア、スイス、スウェーデンが入賞した。北マケドニアは7位（1998年の初参加以来10位以内に入賞したのは初めてのことである）、サンマリノは19位と、両国は2019年時点での最高の順位となった。イスラエルは決勝で23位となったが、開催国が下から数えて5位以下となったのは2015年以来のことである。
本大会では投票に誤りがあり、ベラルーシの審査員票が放送の3日後に修正された。審査員票と視聴者票の合計点による上位4か国の順位には影響しなかったものの、放送時にはスウェーデンが審査員票で1位だと発表されたが、実際には北マケドニアが1位であったことが判明した。また、下位の順位にも若干の変化が生じた。
欧州放送連合によると視聴者数は1億8200万人であった。前回大会より400万人減少したものの、15～24歳の世代では2%の増加が見られた。

## 開催地
今大会はイスラエルのテルアビブで開催された。イスラエルが開催国となったのは3回目のことである。

### 会場

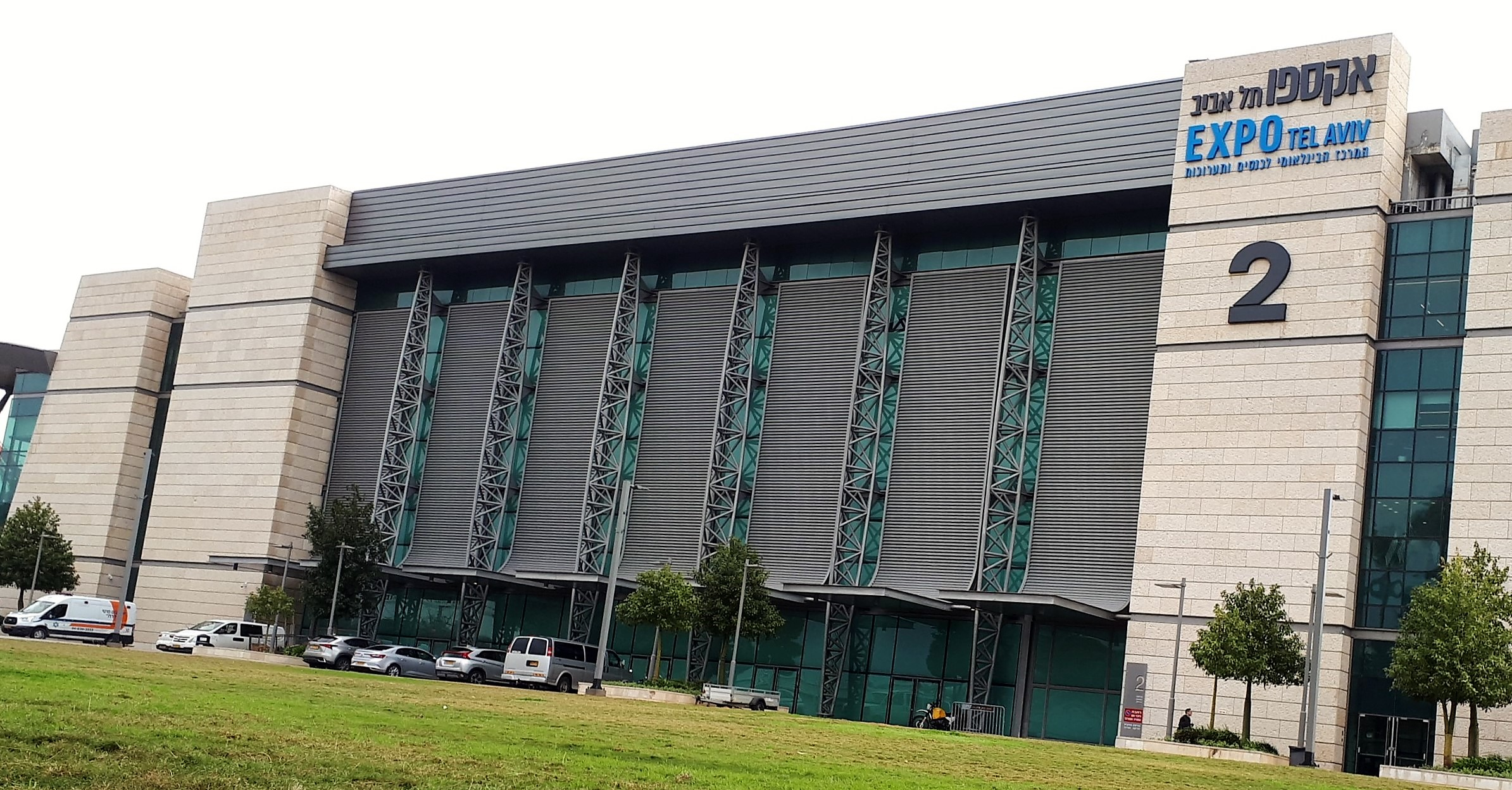
Pavilion 2 of Expo Tel Aviv

今大会はエキスポ・テルアビブ（Expo Tel Aviv）の"Bitan 2"（パビリオン2）において開催された。この会場は2015年1月に完成し、10,000人の観客を収容することができる 。

### 開催地の決定
リスボンで開催された2018年大会においてイスラエルが優勝した直後、ネッタとイスラエルのベンヤミン・ネタニヤフ首相は、Israeli Public Broadcasting Corporation（IPBC/KAN）にも欧州放送連合にも承認は受けていなかったものの、2019年大会がエルサレムで開催されると発言した 。また、エルサレムは観客席が足りないことが理由に、1979年および1999年大会の会場であったInternational Convention Centerでは開催できないことを発表した。
2018年6月18日にネタニヤフ首相は、イスラエルは欧州放送連合が定める会員放送局としての要件を満たすことにより、コンテストの開催に影響が生じないと発言した。IPBCの設立に際しては別の事業体に報道部門を委任することとなっていたが、これは欧州放送連合が定める「加盟局は自前の報道部門を持たなければならない」という条件に反するものであった。
その翌日にイスラエルが大会を主催することが正式に発表され、2018年6月24日に開催地の立候補の受付が開始された。マイケル・オレン大臣はエルサレムが開催に必要なリソースがないためにテルアビブが会場になるであろうと2018年7月28日に発言した。
2018年8月27日の週に、欧州放送連合の責任者であるユン・ウラ・サンとスタッフはエルサレムとテルアビブの会場候補地を訪ね、また同じく立候補している都市のエイラートの説明を受けた。8月30日にサンはIPBCとの面談において、エイラートを開催地候補から外しエルサレムかテルアビブのどちらかとなると表明した。また、欧州放送連合の加盟国の間で本大会をボイコットするような深刻な動きは見られないとも話した。
2018年9月13日に、欧州放送連合はテルアビブのExpo Tel Avivを会場とすることを発表した。

### その他の会場
ユーロビジョン・ビレッジは大会開催時期の数週間設けられ、ファンやスポンサーを対象とした大会の出場者や地元のアーティストによるを楽しめる公認のエリアであり、また大会のパブリック・ビューイングの会場でもある。今大会では5月12～18日の期間、テルアビブのCharles Clore Parkに設けられた。
ユーロクラブは大会出場者が出演する公式なパーティーや私的なイベントの会場である。ユーロビジョン・ビレッジとは異なり、ユーロクラブへの出入りは許可を得たファンや出場国の関係者とマスコミ関係者に限られている。今大会では、テルアビブ港のHanger 11に設けられた。
すべての出場者やその関係者がマスコミやファンに紹介されるイベント、「オレンジ・カーペット」はHabima Squareで2019年5月12日19:00（現地時間）に開催された。それに続き、Charles Bronfman Auditoriumにおいて開会式が実施された。

## 形式

### デザイン
コンテストのスローガン"Dare to Dream"は2018年10月28日に発表された。ロゴや視覚デザインは2019年1月8日に発表された。視覚デザインはAwesome Tel Aviv とStudio Adam Feinbergにより制作されたもので、テルアビブに向かう「未来の星」を三角形の重なりにより象ったものであった。

### ポストカード
ポストカードは2019年3月から4月にかけて、Toyのミュージック・ビデオの監督でもあったKeren Hochmaの監督により撮影された。各国の出場者がイスラエルにある自国と似た場所を訪れ、出場者の頭上に現れるCGの再生ボタンを押し、踊った後でカメラに向けてその再生ボタンを投げると国旗が投影された会場の天井へ飛んでゆくという演出であった。
| 国               | 撮影地                                                           |
| ---------------- | ---------------------------------------------------------------- |
| アルバニア       | バニアス自然保護区                                               |
| アルメニア       | マサダ国立公園                                                   |
| オーストラリア   | ヤッファ                                                         |
| オーストリア     | バウハウス・センター・テルアビブ                                 |
| アゼルバイジャン | ガン・ハシュロシャ国立公園                                       |
| ベラルーシ       | エルサレムのロックフェラー博物館                                 |
| ベルギー         | ミツペ・ラモン                                                   |
| クロアチア       | エルサレムのイスラエル博物館                                     |
| キプロス         | エイラート                                                       |
| チェコ           | カイサリア                                                       |
| デンマーク       | エルサレム                                                       |
| エストニア       | テルアビブ・ビーチ                                               |
| フィンランド     | ラマト・ガンの金融街                                             |
| フランス         | テルアビブ美術館                                                 |
| ジョージア       | アッコ                                                           |
| ドイツ           | ガリラヤ湖                                                       |
| ギリシャ         | エルサレムのファン・レーア・エルサレム研究所                     |
| ハンガリー       | ベト・グヴリン国立公園                                           |
| アイスランド     | ベト・シェアン国立公園                                           |
| アイルランド     | エイロトのナツメヤシのプランテーション                           |
| イスラエル       | エルサレム                                                       |
| イタリア         | アシュドッド港                                                   |
| ラトビア         | テルアビブのスザンヌ・デラル・ダンス・アンド・シアター・センター |
| リトアニア       | ハボニム・ビーチ                                                 |
| マルタ           | ティムナ公園                                                     |
| モルドバ         | ジフロン・ヤアコヴのワイナリー                                   |
| モンテネグロ     | ミフモレト・ビーチ                                               |
| オランダ         | アルベル山                                                       |
| 北マケドニア     | カルメルの森林                                                   |
| ノルウェー       | ユダヤ砂漠                                                       |
| ポーランド       | エルサレムのミシュケノット・シャアナニム                         |
| ポルトガル       | 死海                                                             |
| ルーマニア       | ヘルモン山                                                       |
| ロシア           | エルサレムのダビデの塔                                           |
| サンマリノ       | アシャリム太陽熱発電所                                           |
| セルビア         | エイン・ジヴァンのサクラ                                         |
| スロベニア       | ルハマ・バッドランド                                             |
| スペイン         | ハイファ                                                         |
| スウェーデン     | テルアビブ港                                                     |
| スイス           | イスラエル・フィルハーモニー管弦楽団                             |
| イギリス         | ハイファのバハーイー庭園                                         |

### 司会者

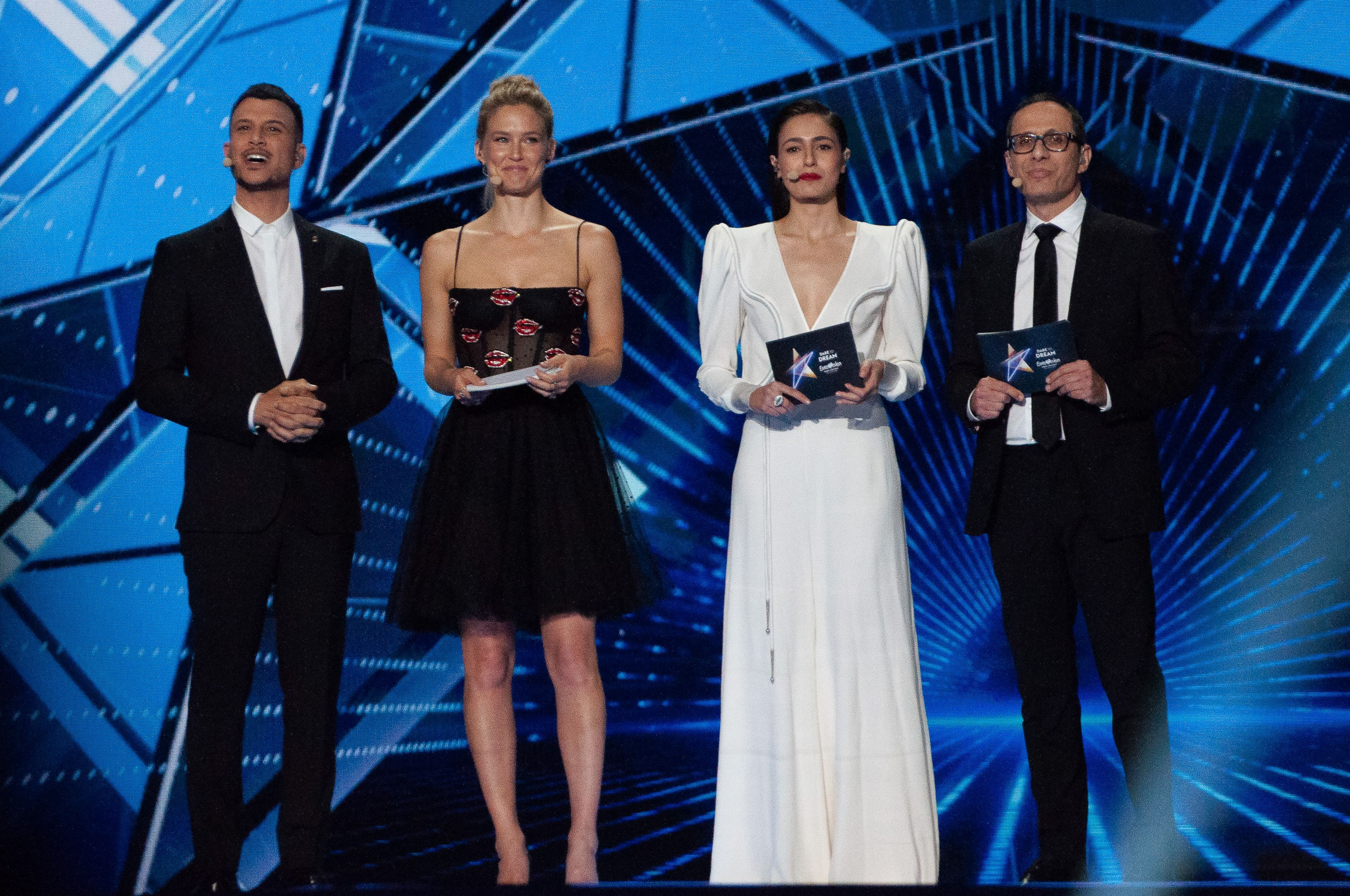
4名の司会者。左からAssi Azar、バー・ラファエリ、Lucy Ayoub、 Erez Tal。テルアビブ、2019年5月16日。

2019年1月25日に、準決勝と決勝の司会者4名が発表された。
- Erez Tal（テレビ番組の司会者、2018年大会決勝のコメンテーター）
- アシ・アーザル（テレビ番組の司会者、Channel12所属）
- バー・ラファエリ（ファッションモデル）
- Lucy Ayoub（KAN所属、2018年大会でイスラエルの審査員表を発表）

Talとラファエリが主に進行を務め、AzarとAyoubはグリーンルームを担当した。

### 準決勝の組分け
出場国の組分けの抽選は、2019年1月28日にTel Aviv Museum of Artにおいて行われた。出場国のうち準決勝を免除される6か国（主催国イスラエルと"Big5"のフランス、ドイツ、イタリア、スペイン、イギリス）を除いた36か国が過去の投票傾向をもとに6組に分けられ抽選が行われた。この方法により特定の国々が互いに投票し合う「ブロック投票」を避け、準決勝の緊張感をより高めることができる。また、直接決勝に進出する6か国がどちらの準決勝を放送し投票するかもこの抽選会で決定された。この抽選会は大会の司会者でもあるAzarとAyoubが司会を務め、またこの場で前回大会の開催都市であるリスボンからテルアビブへ記章が手渡された。
| 1組                                                                               | 2組                                                                                 | 3組                                                                             |
| --------------------------------------------------------------------------------- | ----------------------------------------------------------------------------------- | ------------------------------------------------------------------------------- |
| - アルバニア - クロアチア - モンテネグロ - 北マケドニア - セルビア - スロベニア   | - デンマーク - エストニア - フィンランド - アイスランド - ノルウェー - スウェーデン | - アルメニア - アゼルバイジャン - ベラルーシ - ジョージア - ロシア - ウクライナ |
| 4組                                                                               | 5組                                                                                 | 6組                                                                             |
| - オーストラリア - アイルランド - ラトビア - リトアニア - ポーランド - ポルトガル | - オーストリア - ベルギー - チェコ - ハンガリー - オランダ - スイス                 | - キプロス - ギリシャ - マルタ - モルドバ - ルーマニア - サンマリノ             |

### 投票
2019年3月30日に、欧州放送連合は2016年大会以来決勝で実施されている得点の発表方法を変更することを発表した。審査員票は従来どおり各国が12点を与える国名を中継で発表されるが、今大会では視聴者票については審査員票の得票が少ない国のものから発表されることとなった。

### 開幕と幕間の演出
2019年4月8日に、決勝の幕間にマドンナが出演することが発表され、後にパフォーマンスされる曲は「フューチャー」と「ライク・ア・プレイヤー」とその時点で未発表であった「ダーク・バレエ」の3曲であることを発表した。
準決勝1のオープニングではネッタが優勝曲のToyの新バージョンを、またダナ・インターナショナルがブルーノ・マーズの「Just the Way You Are」を披露した。準決勝2ではShalva Bandが「ア・ミリオン・ドリームズ」（映画『グレイテスト・ショーマン』より）を披露し、メンタリストのLior Suchardが出演した。
決勝には6組のユーロビジョン出場者が出演した。幕間の"Switch Song"では、コンチータ・ヴルスト（2014年オーストリア代表）、モンス・セルメルロー（2015スウェーデン代表）、エレニ・フレイラ（2018年キプロス代表）、ヴェールカ・セルヂューチュカ（2007年ウクライナ代表）が出演し、最後にその4名がガリ・アタリ（1979年大会優勝・イスラエル代表）と一緒にアタリの優勝曲である"Hallelujah"を歌った。その後、ネッタが新曲の「Nana Banana」を披露した。また、オープニングには過去のイスラエル代表アーティストとしてネッタ、ダナ・インターナショナル（1998年および2011年）、Nadav Guedj（2015年）、Ilanit（1973年）および1977年の4名と、シンガー・ソングライターのIdan Raichelが出演した。女優のガル・ガドットも短いスキットに出演した。

## 出場国

準決勝1に参加
準決勝1で投票
準決勝2に参加
準決勝2で投票

2018年11月7日に、欧州放送連合は42か国が今大会に出場することと、財政的な理由によりブルガリアが出場しないことを発表した。後にウクライナが2019年2月27日に出場を辞退することを発表し、最終的に出場国は41か国となった。
1998年以来マケドニア旧ユーゴスラビア共和国として出場していた北マケドニアが新たな国名で初めて出場することが2019年3月6日に発表された。

### 再出場のアーティスト
今大会には、5組のアーティストが同じ国の代表として再出場を果たした。
ロシア代表のセルゲイ・ラザレフとサンマリノ代表のセルハトは、2016年にもそれぞれ同国の代表として出場した 。
ハンガリー代表のパーパイ・ヨツィは、2017年に同国の代表として出場した 。
北マケドニア代表のタマラ・トデフスカは、2008年に同国の代表として出場し、また2008年および2014年には同国のバックコーラスを務めた。セルビア代表のネヴェナ・ボジョヴィッチは2013年に同国代表のモイェ3の一員として、また、2007年にはジュニア・ユーロビジョン・ソング・コンテストにセルビア代表として出場した。リトアニアのユリー・ヴェクレンコは、2013年と2015年にリトアニアのバックコーラスとを務めた。
他にも、過去の出場者が自国または他国のバックコーラスとして出演した。
2018年ジョージア代表であったイリアオのメンバーMikheil Javakhishviliは、オト・ネムサゼのバックコーラスを務めた。
2007年スペイン代表であったD'NashのメンバーMikel Hennetは、ミキのバックコーラスを務めた。
2015年エストニア代表であったスティグ・ラスタは、ヴィクトル・クロネのバックコーラスを務めた。
2018年セルビア代表のバルカニカのメンバーMladen Lukićは、ネヴェナ・ボジョヴィッチのバックコーラスを務めた。2002年エストニア代表のアンナ・サァリーンは、イギリス代表のマイケル・ライスのバックコーラスを務めた。なお、アンナ・サァリーンは1999年のスウェーデン、2000年マルタ、2016年オーストラリアのバックコーラスを務めた経験もある。
2017年クロアチア代表ジャック・ホウデクは、ロコのバックコーラスを務めた。2018年フランス代表マダム・ムッシュのメンバーであるエミリ・サットは、ビラル・ハッサニのバックコーラスを務めた。
2015年ジュニア・ユーロビジョン・ソング・コンテストのマルタ代表として優勝したデスティニー・チュクニェレはミケーラのバックコーラスを務めた。

## 結果

### 準決勝1
2019年5月14日に開催された準決勝1には17か国が出場し、10か国が決勝に進出した（決勝出場国は太字で表記）。出場国に加えて、フランス、イスラエル、スペインの3か国が投票した。当初ウクライナは準決勝1の後半に割り当てられていたが、国内予選での論争により出場を辞退した。
| 登場順 | 国             | アーティスト                                                          | 楽曲                    | 言語               | 順位 | 得点 | 得点   | 得点   |
| 登場順 | 国             | アーティスト                                                          | 楽曲                    | 言語               | 順位 | 合計 | 審査員 | 視聴者 |
| ------ | -------------- | --------------------------------------------------------------------- | ----------------------- | ------------------ | ---- | ---- | ------ | ------ |
| 01     | キプロス       | タムタ Tamta                                                          | Replay                  | 英語               | 9    | 149  | 95     | 54     |
| 02     | モンテネグロ   | Dモル D mol                                                           | Heaven                  | 英語               | 16   | 46   | 31     | 15     |
| 03     | フィンランド   | ダルード feat. セバスティアン・レイマン Darude feat. Sebastian Rejman | Look Away               | 英語               | 17   | 23   | 9      | 14     |
| 04     | ポーランド     | トゥリア Tulia                                                        | Fire of Love (Pali się) | ポーランド語、英語 | 11   | 120  | 60     | 60     |
| 05     | スロベニア     | ザラ・クラリ & ガシュペル・シャントル Zala Kralj & Gašper Šantl       | Sebi                    | スロベニア語       | 6    | 167  | 74     | 93     |
| 06     | チェコ         | レイク・マラウイ Lake Malawi                                          | Friend of a Friend      | 英語               | 2    | 242  | 157    | 85     |
| 07     | ハンガリー     | パーパイ・ヨツィ Joci Pápai                                           | Az én apám              | ハンガリー語       | 12   | 97   | 65     | 32     |
| 08     | ベラルーシ     | ゼナ ZENA                                                             | Like It                 | 英語               | 10   | 122  | 78     | 44     |
| 09     | セルビア       | ネヴェナ・ボジョヴィッチ Nevena Božović                               | Kruna (Круна)           | セルビア語         | 7    | 156  | 91     | 65     |
| 10     | ベルギー       | Eliot                                                                 | Wake Up                 | 英語               | 13   | 70   | 50     | 20     |
| 11     | ジョージア     | オト・ネムサゼ Oto Nemsadze                                           | Keep on Going           | グルジア語         | 14   | 62   | 29     | 33     |
| 12     | オーストラリア | ケイト・ミラー＝ハイドキ Kate Miller-Heidke                           | Zero Gravity            | 英語               | 1    | 261  | 121    | 140    |
| 13     | アイスランド   | ハタリ Hatari                                                         | Hatrið mun sigra        | アイスランド語     | 3    | 221  | 70     | 151    |
| 14     | エストニア     | ヴィクトル・クロネ Victor Crone                                       | Storm                   | 英語               | 4    | 198  | 65     | 133    |
| 15     | ポルトガル     | コナン・オジリス Conan Osíris                                         | Telemóveis              | ポルトガル語       | 15   | 51   | 8      | 43     |
| 16     | ギリシャ       | Katerine Duska                                                        | Better Love             | 英語               | 5    | 185  | 131    | 54     |
| 17     | サンマリノ     | セルハト Serhat                                                       | Say Na Na Na            | 英語               | 8    | 150  | 26     | 124    |

### 準決勝2
2019年5月16日に開催された 準決勝2には18か国が出場し、10か国が決勝に進出した（決勝出場国は太字で表記）。出場国に加えて、ドイツ、イタリア、イギリスの3か国が投票した。スイスはスケジュールの都合上あらかじめ準決勝2に割り当てられた。
| 登場順 | 国               | アーティスト                         | 楽曲               | 言語               | 順位 | 得点 | 得点   | 得点   |
| 登場順 | 国               | アーティスト                         | 楽曲               | 言語               | 順位 | 合計 | 審査員 | 視聴者 |
| ------ | ---------------- | ------------------------------------ | ------------------ | ------------------ | ---- | ---- | ------ | ------ |
| 01     | アルメニア       | Srbuk                                | Walking Out        | 英語               | 16   | 49   | 26     | 23     |
| 02     | アイルランド     | サラ・マクターナン Sarah McTernan    | 22                 | 英語               | 18   | 16   | 13     | 3      |
| 03     | モルドバ         | アンナ・オドベスク Anna Odobescu     | Stay               | 英語               | 12   | 85   | 58     | 27     |
| 04     | スイス           | ルカ・ハンニ Luca Hänni              | She Got Me         | 英語               | 4    | 232  | 95     | 137    |
| 05     | ラトビア         | カルーセル Carousel                  | That Night         | 英語               | 15   | 50   | 37     | 13     |
| 06     | ルーマニア       | エスター・ピオニー Ester Peony       | On a Sunday        | 英語               | 13   | 71   | 47     | 24     |
| 07     | デンマーク       | レオノラ Leonora                     | Love Is Forever    | 英語、 フランス語  | 10   | 94   | 53     | 41     |
| 08     | スウェーデン     | ヨン・ルンドヴィク John Lundvik      | Too Late for Love  | 英語               | 3    | 238  | 150    | 88     |
| 09     | オーストリア     | PÆNDA                                | Limits             | 英語               | 17   | 21   | 21     | 0      |
| 10     | クロアチア       | ロコ Roko Blažević                   | The Dream          | 英語、クロアチア語 | 14   | 64   | 26     | 38     |
| 11     | マルタ           | ミケーラ Michela                     | Chameleon          | 英語               | 8    | 157  | 107    | 50     |
| 12     | リトアニア       | ユリー・ヴェクレンコ Jurij Veklenko  | Run with the Lions | 英語               | 11   | 93   | 16     | 77     |
| 13     | ロシア           | セルゲイ・ラザレフ Sergey Lazarev    | Scream             | 英語               | 6    | 217  | 93     | 124    |
| 14     | アルバニア       | ヨニダ・マリツィ Jonida Maliqi       | Ktheju tokës       | アルバニア語       | 9    | 96   | 38     | 58     |
| 15     | ノルウェー       | ケイーノ KEiiNO                      | Spirit in the Sky  | 英語               | 7    | 210  | 40     | 170    |
| 16     | オランダ         | ダンカン・ローレンス Duncan Laurence | Arcade             | 英語               | 1    | 280  | 140    | 140    |
| 17     | 北マケドニア     | タマラ・トデフスカ Tamara Todevska   | Proud              | 英語               | 2    | 239  | 155    | 84     |
| 18     | アゼルバイジャン | チンギス Chingiz                     | Truth              | 英語               | 5    | 224  | 103    | 121    |

### 決勝
決勝は2019年5月18日に開催された。決勝には26か国が出場し、41か国が投票した。
| 登場順 | 国               | アーティスト                                                    | 楽曲               | 言語             | 順位 | 得点 | 得点   | 得点   |
| 登場順 | 国               | アーティスト                                                    | 楽曲               | 言語             | 順位 | 合計 | 審査員 | 視聴者 |
| ------ | ---------------- | --------------------------------------------------------------- | ------------------ | ---------------- | ---- | ---- | ------ | ------ |
| 01     | マルタ           | ミケーラ Michela                                                | Chameleon          | 英語             | 14   | 107  | 87     | 20     |
| 02     | アルバニア       | ヨニダ・マリツィ Jonida Maliqi                                  | Ktheju tokës       | アルバニア語     | 17   | 90   | 43     | 47     |
| 03     | チェコ           | レイク・マラウイ Lake Malawi                                    | Friend of a Friend | 英語             | 11   | 157  | 150    | 7      |
| 04     | ドイツ           | シズターズ S!sters                                              | Sister             | 英語             | 25   | 24   | 24     | 0      |
| 05     | ロシア           | セルゲイ・ラザレフ Sergey Lazarev                               | Scream             | 英語             | 3    | 370  | 126    | 244    |
| 06     | デンマーク       | レオノラ Leonora                                                | Love Is Forever    | 英語、フランス語 | 12   | 120  | 69     | 51     |
| 07     | サンマリノ       | セルハト Serhat                                                 | Say Na Na Na       | 英語             | 19   | 77   | 12     | 65     |
| 08     | 北マケドニア     | タマラ・トデフスカ Tamara Todevska                              | Proud              | 英語             | 7    | 305  | 247    | 58     |
| 09     | スウェーデン     | ヨン・ルンドヴィク John Lundvik                                 | Too Late for Love  | 英語             | 5    | 334  | 241    | 93     |
| 10     | スロベニア       | ザラ・クラリ & ガシュペル・シャントル Zala Kralj & Gašper Šantl | Sebi               | スロベニア語     | 15   | 105  | 46     | 59     |
| 11     | キプロス         | タムタ Tamta                                                    | Replay             | 英語             | 13   | 109  | 77     | 32     |
| 12     | オランダ         | ダンカン・ローレンス Duncan Laurence                            | Arcade             | 英語             | 1    | 498  | 237    | 261    |
| 13     | ギリシャ         | Katerine Duska                                                  | Better Love        | 英語             | 21   | 74   | 50     | 24     |
| 14     | イスラエル       | コビ・マリミ Kobi Marimi                                        | Home               | 英語             | 23   | 35   | 0      | 35     |
| 15     | ノルウェー       | ケイーノ KEiiNO                                                 | Spirit in the Sky  | 英語             | 6    | 331  | 40     | 291    |
| 16     | イギリス         | マイケル・ライス Michael Rice                                   | Bigger than Us     | 英語             | 26   | 11   | 8      | 3      |
| 17     | アイスランド     | ハタリ Hatari                                                   | Hatrið mun sigra   | アイスランド語   | 10   | 232  | 46     | 186    |
| 18     | エストニア       | ヴィクトル・クロネ Victor Crone                                 | Storm              | 英語             | 20   | 76   | 28     | 48     |
| 19     | ベラルーシ       | ゼナ ZENA                                                       | Like It            | 英語             | 24   | 31   | 18     | 13     |
| 20     | アゼルバイジャン | チンギス Chingiz                                                | Truth              | 英語             | 8    | 302  | 202    | 100    |
| 21     | フランス         | ビラル・ハッサニ Bilal Hassani                                  | Roi                | フランス語・英語 | 16   | 105  | 67     | 38     |
| 22     | イタリア         | マムード Mahmood                                                | Soldi              | イタリア語       | 2    | 472  | 219    | 253    |
| 23     | セルビア         | ネヴェナ・ボジョヴィッチ Nevena Božović                         | Kruna (Круна)      | セルビア語       | 18   | 89   | 35     | 54     |
| 24     | スイス           | ルカ・ハンニ Luca Hänni                                         | She Got Me         | 英語             | 4    | 364  | 152    | 212    |
| 25     | オーストラリア   | ケイト・ミラー＝ハイドキ Kate Miller-Heidke                     | Zero Gravity       | 英語             | 9    | 284  | 153    | 131    |
| 26     | スペイン         | ミキ Miki                                                       | La venda           | スペイン語       | 22   | 54   | 1      | 53     |

## 事件

### 宗教行事に伴う要望
宗教政党による政党連合である超正統派のユダヤ・トーラ連合の代表でありMinister of Healthの元大臣であるYaakov Litzmanは、2018年5月14日に、イスラエルの観光、通信、文化及びスポーツに関係する省に対してコンテストの開催がユダヤ教の法律に反することがないようにとの要望の手紙を起草した。この法律では、金曜日の日没から土曜日の日没が安息日と定められており、土曜日の22:00から行われる決勝の開催はそれに違反しないものの、金曜日の審査員向け公演と土曜日のリハーサルは法律に違反するとされた。欧州放送連合でコンテストを担当する委員会の委員長はこのことを認識していて、IPBC/KANと連絡するとした。準決勝2の幕間に出演したShalva Bandはイスラエルの国内予選に出場していたが、もし優勝した場合には同様の理由で土曜日のリハーサルが行えないとして国内予選への出場を途中で辞退した。

### ボイコットの呼びかけ
イスラエルでの開催が決定したことによりエルサレムが会場となる可能性が生じ、ボイコット、投資撤収、制裁（BDS）運動の活動家がヨルダン川西岸地区およびガザ地区に在住するパレスチナ人に対するイスラエルによる扱いに抗議して、大会をボイコットするように呼びかけた。
複数の国内予選はコンテストのボイコットを呼びかけるBDS運動の支援者により妨害された。例えばフランスの国内予選の準決勝2ではボイコットを呼びかける看板を持った者がステージに侵入し、スペイン、ドイツ、デンマークの国内予選でも会場の外でボイコットの呼びかけがなされた。欧州放送連合は後にすべての国の放送局に対して、このような妨害活動の可能性がありそれを防止するように特別ま文書で通知した。
2019年3月には、LGBTの活動グループがイスラエルのピンクウォッシングへの抵抗として大会のボイコットを呼びかけた。また、2019年4月にはスティーヴン・フライやシャロン・オズボーンなどの有名人100人はボイコット運動に反対する声明に署名した。

### ウクライナの遅い時期の出場辞退
2019年2月23日に行われたウクライナの国内予選の決勝の際に、ウクライナ国営放送が審査員と視聴者による投票結果を変更する権利を有するということが発表された。マルーヴの優勝が決定した後、ウクライナ国営放送は彼女のマネージャーに契約書を送り、ウクライナ代表として出場するためには今後のロシアでの公演をすべてキャンセルするように要求し、その回答期限を48時間以内とした。
2019年2月24日に、マルーヴはウクライナ国営放送から同局の許可なくステージ上でのアドリブを行ったりやジャーナリストと接触したりすることを禁じられていることと、また同局からの全ての指示に従うことも契約に含まれていることを公表した。その後、ウクライナ国営放送は契約書のすべての内容を公開した。もしこの契約書にある項目にひとつでも違反することがあれば、マルーヴは200万フリヴニャ（約65,500ユーロ）の罰金が科せられることとなった。マルーヴはまた、ウクライナ国営放送が旅費も含め大会参加にかかる費用を一切負担しないことも公表した。
2019年2月25日にマルーヴとウクライナ国営放送は契約の合意に至らなかったためマルーヴがウクライナ代表として大会に出場しないことと、代わりに別のアーティストが大会に出場することを発表した。国内予選で2位となったFreedom Jazzと3位のカズカも出場を拒否した。このことは国外の主要なメディアでも報じられ、ウクライナ国営放送は正式に本大会への出場を辞退することを2019年2月27日に発表した。

### チケットに関する議論
チケットの価格についてはイスラエルの国内外で批判が起きた。イスラエルのオンライン新聞であるThe Times of Israelは今大会のチケットが「おそらくこれまでで最も高額」だと報じた 。高額となった理由は。イスラエルの物価の高さとイスラエル政府がユーロビジョンに財政的な支援を行わなかったこととされた。会場は10,000人を収容することができるが、ステージのサイズと機材や保安上の都合で実際には7,300席しか設けられず、そのうち3,000席は欧州放送連合により確保されたために、その残りの4,300席しか販売されなかった。
2019年3月3日にはKANの監督委員会によりチケット販売の不正が見つかり、チケットの販売が中断された。イスラエルのメディアによると、本来の価格の2倍でチケット転売されていることが確認された。
2019年3月14日にチケットの販売が再開された。不正に購入された220枚のチケットは無効化され、2次発売の際に販売された。

### 技術的な問題

#### 準決勝1でのサイバー攻撃
準決勝1でハッカーによるサイバー攻撃があり、反イスラエル的な文言を放送した。この事件についてはIPBC/KANおよび欧州放送連合により調査が行われ、IPBC/KANは「この問題はすぐに解消された。数分に渡って攻撃を受けたものの、それほど多くの人の目に触れなかったはずだ」との声明を発表した。

#### 準決勝1の技術的な問題
準決勝1の中継では複数の放送局でトラブルが生じたと報じられた。オランダと北マケドニアの視聴者は、会場のコメンテーターの音声がが聞こえなかった。ポーランド国営放送はテルアビブにいるコメンテーターからの音声が届かなかったことからワルシャワにいる別のコメンテーターによる放送を行うこととなった。その他、ドイツとイギリスでは一部が放映されず、フランスはポルトガルとベルギーのパフォーマンス中に音声の問題が生じた。同様のトラブルは2011年大会でも生じていた。

#### ノルウェーの審査員向け公演
審査員向け公演でのノルウェーの出番で、2つの技術的な問題が立て続けに起きた。まず画面が黒くなり、その画面がもとに戻った後でカメラマンが画面に映りこんだ。ノルウェー放送協会は欧州放送連合に対してやり直しを求めたが却下された。

### 審査員票の問題
審査員票の詳細が公表された後で、3名の審査員が準決勝において逆の順位に投票したことが発覚した。そのうちの1名は準決勝1でのチェコの審査員で、もし正しく投票していればベラルーシではなくポーランドが決勝に進出しているはずだった。このトラブルが起きたのは2016年以来二度目である。

### 決勝での政治的な行動
本大会の開催は進行中のパレスチナ問題の影響を会場の内外で受けた。
マドンナによる幕間パフォーマンスでは、イスラエルとパレスチナの衝突を意図していると解釈される演出がなされたり、それぞれイスラエルとパレスチナの国旗を着用した2名のダンサーが出演したりした。マドンナは両国の国旗を使用した目的を、パレスチナへの支持ではなく団結と平和への呼びかけだと話した。視聴者票の発表の時に、アイスランド代表のハタリのメンバーはパレスチナの国旗を掲げた。反資本主義を自称するハタリがイスラエルによるパレスチナ侵略に対する抗議を目的としたパフォーマンスを行うのではないかという懸念があり、彼らは欧州放送連合から事前に警告を受けていた 。欧州放送連合は、コンテストの後で役員会において本件について協議すると述べた。その後ハタリは、パレスチナのアーティストであるBashar Muradと共に次のシングル曲を制作することを発表した。